# Виельгорский, Михаил
Граф Михаил Виельгорский (пол. Michał Wielhorski; 1716, Горохов, Корона Королевства Польского — 1790[…], Волынь, Корона Королевства Польского) — государственный деятель Речи Посполитой, обозный великий коронный (1758—1762), кухмистр великий литовский (1763—1774), староста каменец-литовский и седлецкий, политический писатель.

## Биография
Представитель польского дворянского рода Виельгорских герба «Кердея». Сын старосты брацлавского Феликса Игнацы Виельгорского и Людвики Замойской. Виельгорские, происходившие из Волыни, были связаны родственными и брачными узами с могущественными польско-литовскими родами, в том числе с Замойскими, Потоцкими, Яблоновскими и Мнишеками. Рано осиротел, унаследовал несколько имения с центром в городке Горохов. Получил образование у львовским театинцев. Затем совершил путешествие по Европе, где посетил Францию и Германию. Длительное время находился в Дрездене, где пытался приблизиться к королевском двору.
При дворе польского короля и саксонского курфюрста Августа III Михаил Виельгорский смог добиться расположения его первого министра Генрика фон Брюля, при помощи которого начался его карьерный рост. Под руководством Брюля Михаил Виельгорский участвовал в сеймах и дипломатических миссиях. В награду за свою деятельность получил от короля во владение староства каменец-литовское и седлецкое. В 1758 году получил должность обозного великого коронного, а в 1763 году стал кухмистром великим литовским.
После смерти польского короля Августа III Веттина Михаил Виельгорский перешел в оппозицию к новому королю Речи Посполитой Станиславу Августу Понятовскому. В 1766 году был избран послом от Волынского воеводства на Сейм Чаплица, где выступил в защиту права «liberum veto». В 1767 году стал одним из основателей Радомской конфедерации и обращался к российскомй императрице Екатерине Великой с прошением о протекции.
В 1768 году Михаил Виельгорский вступил в ряды барских конфедератов. В январе 1770 года он был отправлен в качестве официального посла Барской конфедерации ко французскому двору в Версаль.
В 1776 году после объявления королём Станиславом Понятовским амнистии для участников Барской конфедерации Михаил Виельгорский вернулся на родину. Король смог сохранить имения Виельгорского от конфискации. Чтобы покрыть свои долги, он вынужден был продать часть имений вместе с Гороховом принцу Станиславу Понятовскому, племяннику короля. Михаил Виельгорский сохранил лояльность австрийскому двору (часть его владений после первого раздела Речи Посполитой отошла к Австрии). В 1787 году германский императора Иосиф II пожаловал ему титул графа и звание великого конюшего Галиции и Лодомерии. Осудил польскую конституцию 3 мая 1791 года и симпатизировал Тарговицкой конфедерации.
Кавалер польских орденов Белого Орла (1758) и Святого Станислава (1791), а также баварского ордена Святого Губерта.

## Семья
Был дважды женат. В 1754 году женился на княжне Эльжбете Огинской (1731—1771), дочери воеводы трокского, князя Юзефа Тадеуша Огинского (1700—1736), и Анны Вишневецкой (1700—1732). Вторично женился на графине де Traversier.
Дети от первого брака:
- Ежи Виельгорский (ок. 1754—1806), граф, писарь польный литовский, российский сенатор и обер-гофмаршал
- Михаил Виельгорский (1755—1805), граф, генерал-лейтенант литовской армии, участник русско-польской войны (1792) и восстания Костюшко (1794).
- Юзеф Виельгорский (1759—1817), граф, дивизионный генерал армии Варшавского герцогства